# صانع جاله
صانع جاله (22 مايو 1985-14 فبراير 2011)، طالب إيراني يدرس في جامعة الفنون. كان أحد اثنين من الطلاب  الذين قُتلوا بالرصاص خلال مظاهرات 14 فبراير 2011 في طهران لدعم المصريين والتونسيين للإطاحة بالرئيسين حسني مبارك وبن علي. وطبقاً للتقارير الإخبارية كانت كل واحدة من «الجماعات المتنافسة» من المتظاهرين المؤيدين للحكومة الإيرانية والمعارضين لها تدعي بأن صانع جاله والمتظاهر الآخر المقتول محمد مختاري كانا من المؤيدين لها.

## الخلفية
ولد صانع جاله في باوة التابعة لمحافظة كردستان غربي البلاد في عام 1985 وهو أيراني من قبيلة غوران الكردية ومسلم سني. قبل وفاته كان في السنة الثالثة من دراساته في مجال الفنون المسرحية في قسم السينما والمسرح في جامعة الفنون بطهران.

## مقتله والجدال حوله

### الرواية الرسمية
في يوم الثلاثاء 15 فبراير غداة مقتله، أبلغ رئيس الأمن في وزارة الثقافة الإيرانية عن وفاته وصرح بأنه من مؤيدي الحكومة. أفادت مصادر إخبارية أخرى موالية للحكومة أنه كان عضوًا في ميليشيا البسيج (مجموعة من المسلحين الإسلاميين بملابس مدنية اشتُهروا بهجماتهم على متظاهري المعارضة بالهراوات والسلاسل المعدنية والأسلحة النارية) أطلق النار عليه عملاء محرضون تسيطر عليهم مجموعات المعارضة مختلفة. كما زعمت مصادر موالية للحكومة أنه قتل على يد جماعة مجاهدي خلق المعارضة. أقيمت جنازته يوم الأربعاء بمراسم تشييع بدأت من جامعة طهران وقد أفادت إذاعة جمهورية إيران الإسلامية التي تديرها الدولة بوقوع اشتباكات بين المتظاهرين مع المعارضة خلال الجنازة. أوضح حسين شريعتمداري رئيس تحرير صحيفة كيهان (الخاضعة لإشراف مكتب المرشد الأعلى) تورط صانع جاله في احتجاج المعارضة مؤكداً أنه جاسوس لصحيفة كيهان، وهو ادعاء اعتبره البعض غريباً.

### الخلافات مع الرواية الرسمية
رد أصدقاء وزملاء جاله بهجوم مضاد نفوا فيه أنه عضو في البسيج أو من مؤيدي الحكومة. ذكر موقع (كلمة) الإلكتروني أن جاله كان عضوًا في فريق الحملة الانتخابية لمير حسين موسوي، نشر موقع (صحم الإخباري) صورة لآية الله منتظري وادعى الموقع بأن أحد الأشخاص في الصورة هو صانع جاله. كما يتناقض موقف جاله المزعوم المؤيد للنظام من خلال نشره «قصة قصيرة واحدة على الأقل» في مجلة (العظمة) المتهمة في بعض الأوساط بأنها جزء من الحرب الناعمة ضد الجمهورية الإسلامية؛ ظهر صانع جاله في فيلم قصير بعنوان (لبنة في الحائط) وهو محظور حاليًا من قبل النظام الإيراني بسبب محتواه المعارض. كان جاله من خلفية كردية وسنية وكلا الجماعتين لم تكن معروفة بدعمها للجمهورية الإسلامية.